# توماس مارشبورن
توماس مارشبورن هو رائد فضاء وطبيب أمريكي ولد في 29 أغسطس 1960.